# مارغو فولك
مارغو فولك (بالألمانية: Margot Wölk)‏ كانت ذواقة لـأدولف هتلر. كانت وولك ضمن 15 فتاة في منتصف العشرينات، وظيفتهن تذوق طعام وشراب الزعيم النازي أدولف هتلر، خشية أن يكون ممزوجًا بالسم الإنجليزي، كما كان يتصور هتلر آنذاك، حينما كان يعيش في «وكر الذئب»، المقر العسكري الواقع في بروسيا الشرقية أناذاك، حيث كان يقضي أيامه الأخيرة أثناء الحرب العالمية الثانية.